# Canedo Futebol Clube
O Canedo Futebol Clube é um clube de futebol português, localizado na freguesia de Canedo, concelho de Santa Maria da Feira, distrito de Aveiro.
O clube foi fundado a 20 de Junho de 1984 e a sua equipa sénior disputa, na época de 2022/23, o campeonato da Divisão de Elite - AF Aveiro.

## História

### Fundação e primeiros anos
Fundado em 1984, o Canedo começou por disputar a Terceira Divisão Distrital da AF Aveiro na temporada 1984/85, e logo no terceiro ano em que atuou como clube federado, conseguiu ascender à Segunda Divisão Distrital. Em 1990, o clube acabaria por voltar ao terceiro escalão distrital do futebol aveirense.

### Os "dourados" anos 90
Os anos 90 foram das melhores fases que o clube já viveu. Se em 1990, o Canedo desceu à Terceira Divisão Distrital, dois anos depois, em 1992, já estava a festejar a subida à Primeira Divisão. Duas subidas consecutivas colocaram o clube, pela primeira vez, no patamar mais alto do futebol aveirense, mas a "aventura" entre os "grandes" da Distrital só durou uma época. Foram depois precisas mais quatro temporadas para o Canedo festejar novo regresso à Primeira Divisão: aconteceu em 1997. Daí em diante, seguiram-se duas temporadas em que a manutenção no primeiro escalão foi alcançado com clareza. 

### As ambições de 2000
A viragem do milénio, com a chegada do ano 2000, trouxe novas ambições ao Canedo FC, que começou por fazer história na Taça de Aveiro, e alcançou o quarto lugar na Primeira Distrital de Aveiro na temporada 2000/2001, ficando perto de disputar a "poule" que dava acesso à extinta III Divisão Nacional.
O clube dava a ideia de que poderia estar interessado em ascender aos Nacionais pela primeira vez na sua história, e depois de uma temporada abaixo das expectativas em 2001/02, na época seguinte assumiu claramente o objetivo de subir à III Divisão Nacional, não o conseguindo por dois pontos. Na temporada seguinte, 2003/04, desejo consumado: o Canedo terminou a I Divisão Distrital em segundo lugar, e ascendeu com justiça aos Campeonatos Nacionais pela primeira vez na sua curta história, e precisamente no ano em que completou o vigésimo aniversário.

### O percurso na III Divisão Nacional
Chegado à III Divisão Nacional pela primeira vez, e colocado na Série B, tida como a mais forte das sete séries que compunham este escalão, o Canedo causou furor e chegou a liderar uma prova que tinha, entre outros, emblemas como o Leça, Famalicão e Tirsense. O Canedo foi "nacional" durante três épocas, entre 2004/05 e 2006/07, sendo que o melhor registo foi alcançado no ano de estreia, com a obtenção de um honroso 9º lugar. Na época seguinte, o clube  foi 11º classificado, e em 2006/07 não conseguiu evitar a descida de divisão, fechando assim um ciclo de três temporadas nos Nacionais.

### O penoso regresso aos Distritais
De regresso aos Distritais três anos depois de lá ter saído, o Canedo terminou a I Divisão Distrital de Aveiro de 2007/08 no 7º lugar, reflexo de uma temporada tranquila e de qualidade. Porém, o pior viria depois: em 2008/09 o clube foi penúltimo e desceu à II Divisão, e em 2009/10, com o desejo de regressar ao principal escalão aveirense, liderou a prova até dez jornadas do fim, acabando por vacilar e acabar no quarto lugar, falhando redondamente o objetivo a que se propusera.

### Nova subida e estabilização na I Divisão Distrital
Em 2010/11, o clube voltou a entrar com ambições de subida, mas depois de um mau arranque, chegou a estar a onze pontos de liderança. Depois de perder na 11ª Jornada, o Canedo somou vinte e três jogos consecutivos sem perder, e subiu de divisão com toda a justiça.
Nas quatro temporadas seguintes, entre 2011/12 e 2014/15, o objetivo do Canedo na I Divisão foi sempre o mesmo: manutenção. Por duas vezes ela foi conseguida, em 2011/12 e 2013/14, e em 2012/13, apesar da descida dentro de campo, o clube acabou por ser repescado para a I Divisão, aproveitando a desistência do União de Lamas.
Na temporada 2014/15, o clube acabou por não conseguir evitar a descida à II Divisão Distrital.

### Taça de Aveiro
A estreia do clube na Taça de Aveiro ocorreu em 1984/85, mas só em 1999/00, é que o Canedo conseguiu chegar à final: na altura, a equipa orientada por José Barros, foi derrotada nas grandes penalidades pelo AD Valonguense, falhando a conquista do troféu.
Na temporada seguinte, o Canedo chegou a nova final e desta feita não perdeu a oportunidade de conquistar a prova: em Esmoriz, a equipa de Albertino Oliveira, bateu o Carregosense por 2-1, e venceu a prova pela primeira vez na sua história.
Desde aí, o Canedo não mais conseguiu repetir tais proezas, e em sete das últimas nove temporadas, contando com a atual, 2015/16, ficou pelo caminho após o primeiro jogo que disputou.

### Taça de Portugal
O Canedo ganhou direito a participar pela primeira vez na Taça de Portugal, quando conquistou a Taça de Aveiro. Por isso, na temporada 2001/02, o clube deslocou-se ao terreno do Portomosense, da III Divisão, perdendo por 1-0 e não tendo a estreia desejada na prova.
Com a subida aos campeonatos Nacionais, o clube voltou a ter a oportunidade de disputar a "Prova Rainha" do futebol português, e em 2004/05 obteve aquele que é o seu melhor registo: chegou à quarta eliminatória, onde perdeu com o Leça após o desempate por grandes penalidades, e já depois de ter afastado Padroense, Oliveira do Bairro e Aljustrelense.
Em 2005/06, o clube ficou-se pela terceira eliminatória, mas voltou a fazer história: depois de afastar o Macedo de Cavaleiros e o histórico Infesta, o Canedo deslocou-se ao terreno do Varzim, na altura a militar na Segunda Liga Portuguesa. Os canedenses levaram a partida para o prolongamento, e ficaram pertíssimo de eliminar uma equipa profissional.
A última vez que o Canedo disputou a Taça de Portugal aconteceu em 2006/07, sendo eliminado, fora-de-portas, pelo FC Marco, depois de ter ficado isento na primeira eliminatória.

## Palmarés
- Taça Distrital da AF Aveiro (1): 2000/01
- Segunda Divisão da AF Aveiro (2): 1991/92, 1996/97

### Figuras históricas
- Alberto Marques (Um dos fundadores e ex-membro diretivo)

Alberto Marques foi um dos fundadores do clube, em 1984, e foi também ele quem "descobriu" os terrenos para que lá pudesse ser construído o campo das Valadas.
- Manuel Joaquim Pinto (Primeiro Presidente)

Manuel Joaquim Pinto foi o primeiro presidente oficial do Canedo FC, depois de ter sido, também ele, um dos responsáveis pela fundação do clube.
- Fernando Estrela (Ex-Presidente)

Foi sob a presidência de Fernando Estrela, ex-presidente e já falecido, que o Canedo alcançou os primeiros marcos históricos: duas subidas consecutivas de divisão, em 1991 e 1992.
- Paulo Jesus (Ex-Presidente entre 2000 e 2006)

Paulo Jesus catapultou o Canedo para o panorama nacional: era ele o presidente quando o clube conquistou a Taça de Aveiro e subiu à III Divisão Nacional. Pelo meio avançou com as obras de construção do complexo desportivo do clube.
- Albertino Oliveira (Ex-Treinador nas épocas 00/01 - 01/02; 03/04 - 07/08)

Canedense de gema, Albertino Oliveira foi o treinador que conquistou os maiores sucessos da história do clube: levou o Canedo à conquista da Taça de Aveiro pela primeira vez; subiu o clube aos Nacionais pela primeira vez na sua história; e alcançou outras marcas dignas de registo enquanto orientou o clube na III Divisão Nacional.
- Nelinho (Ex-Jogador entre 84/85 - 92/93; 94/95 - 00/01)

Nelinho fez parte da primeira equipa oficial do Canedo em 1984/1985, e é o jogador que mais épocas somou no clube: foram dezasseis temporadas, que não foram consecutivas porque em 93/94 não esteve no clube. Depois de terminar a carreira foi adjunto e ainda treinador principal do clube.
- Carlinhos (Ex-Jogador entre 88/89 - 99/00; 01/02 e 02/03)

Carlos Alberto, ou Carlinhos, foi dos jogadores mais jovens de sempre a vestir a camisola sénior. Entrou no clube em 1988, com 16 anos, e saiu em 2000. Voltou um ano depois e saiu definitivamente em 2003. Foram 14 épocas de CFC.
- Nino (Ex-Jogador nas épocas 96/97 - 03/04; 06/07 - 07/08; 09/10 - 10/11; 12/13)

Carlos Ferreira, Nino de "baptismo" no futebol, é um dos jogadores com mais jogos e mais golos com a camisola do Canedo. Do seu pé esquerdo, saiu, por exemplo, o golo que levou o Canedo à final da Taça de Aveiro em 2001. 

- Azevedo (Ex-Jogador entre as épocas 98/99 e 03/04)

Seis temporadas no Canedo fizeram dele uma referência do clube. A vontade e raça que depositava em cada lance que disputava era a sua imagem de marca. Um exemplo.
- Pedrosa (Ex-Jogador entre as épocas 98/99 e 03/04)

Nunca um guarda-redes terá sido durante tanto tempo dono da baliza canedense: Pedrosa foi-o durante seis temporadas consecutivas, sempre em grande nível. Terminou a carreira aquando da subida do clube aos Nacionais e desde aí integra a secção de Veteranos do clube.
- Neves (Ex-Jogador entre as épocas 00/01 e 05/06)

Neves foi o autor do golo decisivo para a conquista da Taça de Aveiro em 2001. Além disso, fica na história do clube como tendo sido um dos jogadores mais dedicados à camisola azul e amarela.
- Nuno Pinto (Ex-Jogador entre as épocas 01/02 e 06/07)

Um dos maiores goleadores da história do Canedo FC. Em 02/03 marcou mais de 40 golos, sendo que 34 deles foram no campeonato. Foi o capitão na despedida do clube dos Nacionais.
- João Paulo (Ex-Jogador entre as épocas 02/03 e 08/09)

Outro grande exemplo de como estar no futebol. Fica na história do clube, essencialmente, por ter sido sempre uma grande referência no balneário. E dentro de campo dispensava apresentações: era um jogador de luxo.

### Resultados históricos
- Dia 12 de Maio de 2001, vitória no Estádio da Barrinha frente ao Carregosense por 2-1

Conquista da Taça Distrital de Aveiro pela primeira vez na história do clube.
- Dia 2 de Setembro de 2001, derrota no Estádio Municipal de Porto de Mós frente ao Portomosense por 1-0

Estreia oficial do clube na Taça de Portugal.
- Dia 15 de Junho de 2003, empate no Estádio das Valadas frente ao FC Arouca por 3-3

Na última jornada da I Divisão Distrital 2002/2003, Canedo e Arouca lutavam pelo mesmo objectivo: subir à III Divisão Nacional. Depois de ter estado a vencer por 3-1, o Canedo acabou por empatar e falhou a subida.
- Dia 16 de Maio de 2004, empate no Parque de Jogos de Cucujães frente ao Cucujães por 1-1

Confirmação matemática da subida do Canedo FC à III Divisão Nacional pela primeira vez na sua história.
- Dia 29 de Agosto de 2004, vitória no Estádio das Valadas frente ao Tirsense por 1-0

Jogo de estreia no Canedo na III Divisão Nacional, e logo com uma vitória sobre um histórico do futebol português.
- Dia 3 de Abril de 2005, vitória no Estádio Municipal 22 de Junho frente ao FC Famalicão por 3-2

Na deslocação ao terreno do histórico Famalicão, líder da Série B da III Divisão 2004/2005, o Canedo conquistou uma vitória categórica.
- Dia 17 de Abril de 2005, vitória no Estádio Municipal de Pedrouços frente ao Pedrouços por 2-1

Jogo que confirmou a permanência do Canedo na III Divisão Nacional no ano em que se estreou na competição.
- Dia 5 de Outubro de 2005, derrota no Estádio do Varzim Sport Club frente ao Varzim SC por 3-1

Diante de uma equipa profissional, a jogar na II Liga, o Canedo levou o encontro da Taça de Portugal para prolongamento.
- Dia 20 de Maio de 2007, vitória no Estádio dos Sonhos frente ao Ermesinde SC por 4-3

Último jogo do clube na III Divisão Nacional.
- Dia 21 de Maio de 2011, vitória no Campo do Viso frente ao Macieirense por 3-2

Jogo que ditou a subida do Canedo à I Divisão Distrital, depois de duas temporadas de ausência.
- Dia 27 de Setembro de 2015, vitória no Estádio das Valadas frente ao CCR São Martinho por 3-1

Primeiro jogo oficial nas Valadas depois da colocação do relvado sintético.

## Formação
O clube nunca conseguiu obter um título de campeão desde que tem escalões de formação, algo que aconteceu pela primeira vez na década de 1990. 
Os treinos e jogos das camadas jovens do Canedo FC realizam-se nos campos Número 2 e 3 do Complexo Desportivo das Valadas e, por vezes, também no relvado principal do Complexo.
A maior "bandeira" do clube no que diz respeito à formação é o médio Tiago Jogo, por enquanto o único atleta que, depois de começar a jogar futebol no Canedo FC, chegou a profissional, estando atualmente ao serviço do SC Farense por empréstimo do CD Feirense.

## Infraestruturas

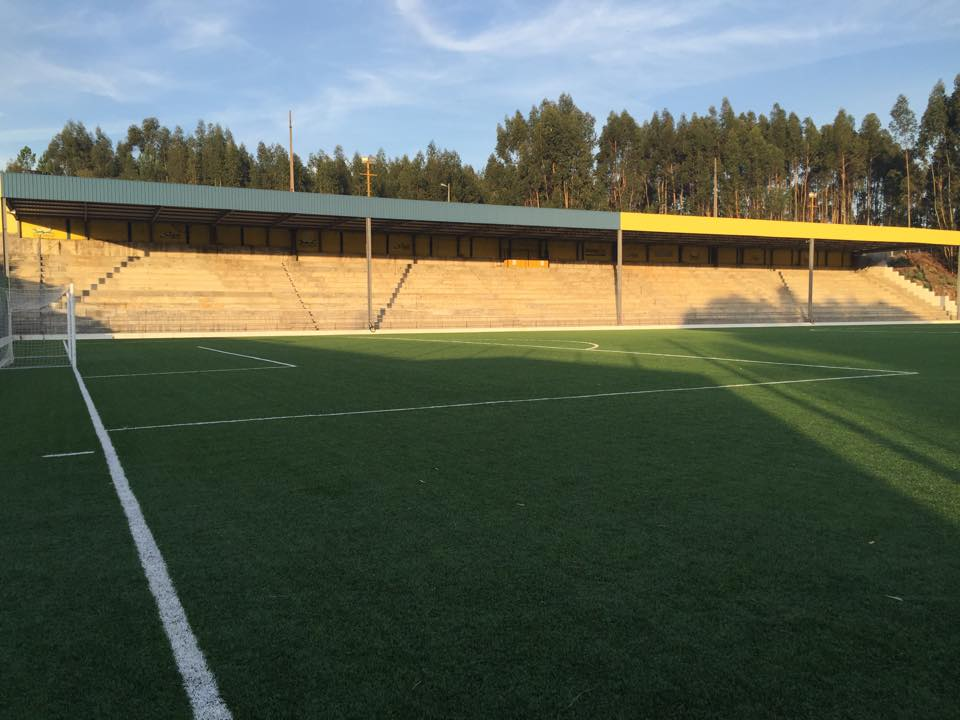
Estádio das Valadas pouco depois de receber o piso sintético.

A equipa sénior do Canedo FC efetua os seus jogos caseiros no recém renovado Estádio das Valadas. Construído em 1984, apenas em 2015 é que o recinto recebeu relva sintética. Os balneários e a sede do clube também foram totalmente restaurados, enquanto que a bancada principal sofreu ligeiras alterações.

### Complexo Desportivo
Inaugurados em 2003, o Canedo tem ainda mais dois campos de futebol: um de onze e outro de sete. O campo de onze recebeu, também em 2015, a colocação de piso sintético, enquanto que o campo de futebol de sete mantém-se pelado. Estes dois campos são para uso das camadas jovens do clube e também da secção de Veteranos do Canedo FC.

## Equipamento

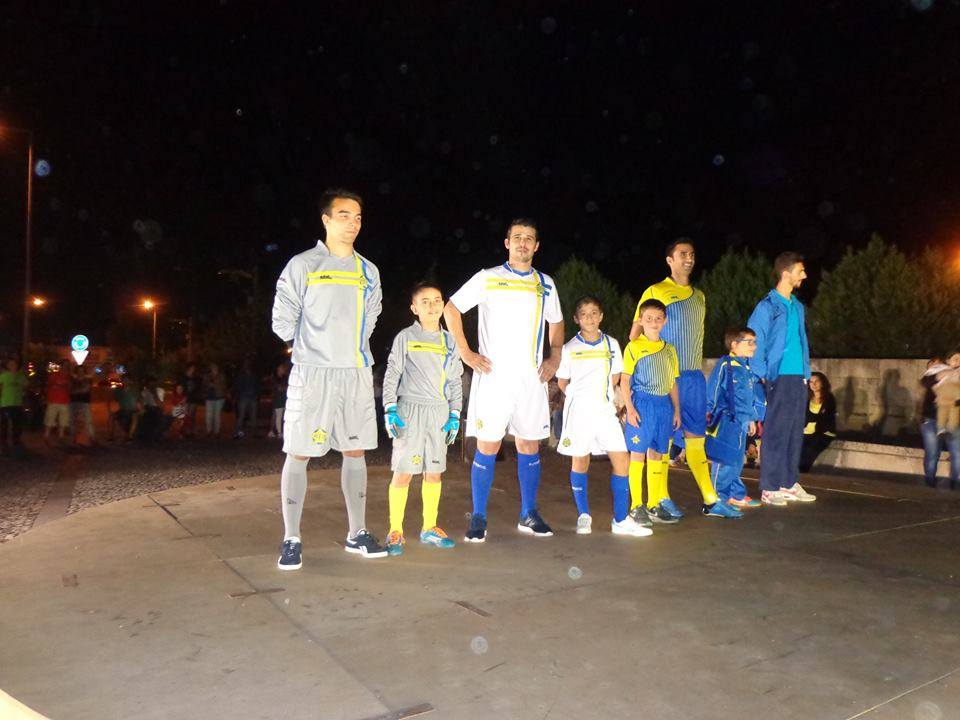
Apresentação dos equipamentos do Canedo Futebol Clube 2015/2016.

As cores usadas pelo Canedo FC sempre foram o azul e o amarelo. Atualmente o equipamento designa-se por camisola amarela, calções azuis e meias totalmente amarelas, ao passo que o equipamento alternativo é ao contrário: camisola azul, calções amarelos e meias azuis.

## Plantel 2023/2024
| Nº. |                 | Posição | Jogador            |
| --- | --------------- | ------- | ------------------ |
| 1   | Portugal        | GR      | Alexandre Carvalho |
| 24  | Portugal        | GR      | Marco Sá           |
| 2   | Portugal        | DF      | Mamadu Lamba       |
| 3   | Camarões        | DF      | Max Bamegha        |
| 4   | Portugal        | DF      | Bantchoe Mendonça  |
| 13  | Guiné-Bissau    | DF      | Karim              |
| 16  | Costa do Marfim | DF      | Carlos Zogbo       |
| 25  | Portugal        | DF      | Gonçalo Oliveira   |
| 26  | Senegal         | DF      | Papa Top           |
| 5   | Portugal        | MC      | Dimiri Gomes       |
| 6   | Portugal        | MC      | Agostinho Cá       |
| 8   | Portugal        | MC      | Pedro Macedo       |

| Nº. |                 | Posição | Jogador       |
| --- | --------------- | ------- | ------------- |
| 10  | Portugal        | MC      | Diogo Almeida |
| 15  | Portugal        | MC      | Rui Pedro     |
| 23  | Portugal        | MC      | Miguel Bessa  |
| 28  | Brasil          | MC      | Pedrinho      |
| 32  | Costa do Marfim | MC      | Mohamed Ifono |
| 35  | Mali            | MC      | Keita         |
| 9   | Mali            | AV      | Mohamed Kaba  |
| 11  | Guiné-Bissau    | AV      | Daniel Ié     |
| 17  | Brasil          | AV      | Fabinho       |
| 27  | Portugal        | AV      | Eduardo Topa  |
| 30  | Brasil          | AV      | Murilo Milani |
| 33  | Brasil          | AV      | Rafinha Silva |

## Historial Competitivo
| Época     | Divisão                               | Pos. | J  | V  | E  | D  | GM | GS | P  | Taça de Portugal | Taça Distrital AF Aveiro | Notas                                                                                      |
| --------- | ------------------------------------- | ---- | -- | -- | -- | -- | -- | -- | -- | ---------------- | ------------------------ | ------------------------------------------------------------------------------------------ |
| 1984-1985 | 3ª Divisão AF Aveiro                  | -    | -  | -  | -  | -  | -  | -  | -  | -                | -                        | Estreia oficial no futebol sénior                                                          |
| 1985-1986 | 3ª Divisão AF Aveiro                  | -    | -  | -  | -  | -  | -  | -  | -  | -                | -                        |                                                                                            |
| 1986-1987 | 3ª Divisão AF Aveiro                  | 1º   | -  | -  | -  | -  | -  | -  | -  | -                | -                        | Campeão                                                                                    |
| 1987-1988 | 2ª Divisão AF Aveiro                  | -    | -  | -  | -  | -  | -  | -  | -  | -                | -                        |                                                                                            |
| 1988-1989 | 2ª Divisão AF Aveiro                  | -    | -  | -  | -  | -  | -  | -  | -  | -                | -                        |                                                                                            |
| 1989-1990 | 2ª Divisão AF Aveiro                  | -    | -  | -  | -  | -  | -  | -  | -  | -                | -                        | Despromovido                                                                               |
| 1990-1991 | 3ª Divisão AF Aveiro                  | 1º   | -  | -  | -  | -  | -  | -  | -  | -                | -                        | Campeão                                                                                    |
| 1991-1992 | 2ª Divisão AF Aveiro                  | 1º   | -  | -  | -  | -  | -  | -  | -  | -                | -                        | Campeão                                                                                    |
| 1992-1993 | 1ª Divisão AF Aveiro                  | -    | -  | -  | -  | -  | -  | -  | -  | -                | -                        | Despromovido                                                                               |
| 1993-1994 | 2ª Divisão AF Aveiro                  | -    | -  | -  | -  | -  | -  | -  | -  | -                | -                        |                                                                                            |
| 1994-1995 | 2ª Divisão AF Aveiro                  | -    | -  | -  | -  | -  | -  | -  | -  | -                | -                        |                                                                                            |
| 1995-1996 | 2ª Divisão AF Aveiro                  | -    | -  | -  | -  | -  | -  | -  | -  | -                | -                        |                                                                                            |
| 1996-1997 | 2ª Divisão AF Aveiro                  | 1º   | 30 | -  | -  | -  | -  | -  | 66 | -                | -                        | Campeão                                                                                    |
| 1997-1998 | 1ª Divisão AF Aveiro                  | 9º   | 30 | 8  | 12 | 10 | 27 | 29 | 36 | -                | -                        |                                                                                            |
| 1998-1999 | 1ª Divisão AF Aveiro                  | 13º  | 30 | 9  | 8  | 13 | 26 | 31 | 35 | -                | -                        |                                                                                            |
| 1999-2000 | 1ª Divisão AF Aveiro                  | 13º  | 30 | -  | -  | -  | -  | -  | 33 | -                | Finalista Vencido        |                                                                                            |
| 2000-2001 | 1ª Divisão AF Aveiro                  | 4º   | 30 | -  | -  | -  | -  | -  | 53 | -                | Vencedor                 |                                                                                            |
| 2001-2002 | 1ª Divisão AF Aveiro                  | 10º  | 38 | -  | -  | -  | -  | -  | 52 | 1ª Eliminatória  | -                        |                                                                                            |
| 2002-2003 | 1ª Divisão AF Aveiro                  | 3º   | 38 | -  | -  | -  | -  | -  | 86 | -                | -                        |                                                                                            |
| 2003-2004 | 1ª Divisão AF Aveiro                  | 2º   | 38 | -  | -  | -  | -  | -  | 78 | -                | 2ª Eliminatória          | Promovido à III Divisão Nacional                                                           |
| 2004-2005 | III Divisão Nacional (Série B)        | 9º   | 34 | 14 | 9  | 11 | 44 | 52 | 51 | 4ª Eliminatória  | -                        |                                                                                            |
| 2005-2006 | III Divisão Nacional (Série B)        | 11º  | 32 | 12 | 9  | 11 | 39 | 37 | 45 | 3ª Eliminatória  | -                        |                                                                                            |
| 2006-2007 | III Divisão Nacional (Série B)        | 16º  | 30 | 4  | 6  | 20 | 26 | 62 | 18 | 2ª Eliminatória  | -                        | Despromovido                                                                               |
| 2007-2008 | 1ª Divisão AF Aveiro                  | 7º   | 34 | 12 | 11 | 11 | 43 | 35 | 47 | -                | 2ª Eliminatória          |                                                                                            |
| 2008-2009 | 1ª Divisão AF Aveiro                  | 17º  | 34 | 9  | 9  | 16 | 36 | 51 | 36 | -                | 5ª Eliminatória          | Despromovido                                                                               |
| 2009-2010 | 2ª Divisão AF Aveiro (Série A)        | 4º   | 26 | 15 | 5  | 6  | 42 | 23 | 50 | -                | 1ª Eliminatória          |                                                                                            |
| 2010-2011 | 2ª Divisão AF Aveiro (Série A)        | 1º   | 34 | 26 | 4  | 4  | 69 | 22 | 82 | -                | 1ª Eliminatória          | Campeão                                                                                    |
| 2011-2012 | 1ª Divisão AF Aveiro                  | 12º  | 34 | 11 | 8  | 15 | 43 | 51 | 41 | -                | 2ª Eliminatória          |                                                                                            |
| 2012-2013 | 1ª Divisão AF Aveiro                  | 12º  | 34 | 11 | 8  | 15 | 36 | 50 | 41 | -                | 2ª Eliminatória          |                                                                                            |
| 2013-2014 | 1ª Divisão AF Aveiro                  | 10º  | 34 | 10 | 11 | 13 | 37 | 56 | 41 | -                | 2ª Eliminatória          |                                                                                            |
| 2014-2015 | 1ª Divisão AF Aveiro                  | 14º  | 34 | 10 | 10 | 14 | 32 | 40 | 40 | -                | 3ª Eliminatória          | Despromovido                                                                               |
| 2015-2016 | 2ª Divisão AF Aveiro (Série A)        | 4º   | 32 | 18 | 8  | 6  | 48 | 33 | 62 | -                | 2ª Eliminatória          |                                                                                            |
| 2016-2017 | 2ª Divisão AF Aveiro (Série A)        | 1º   | 24 | 19 | 3  | 2  | 72 | 12 | 60 | -                | 1ª Eliminatória          | Campeão                                                                                    |
| 2017-2018 | Divisão Elite AF Aveiro               | 18º  | 34 | 6  | 5  | 23 | 23 | 65 | 23 | -                | 5ª Eliminatória          | Despromovido                                                                               |
| 2018-2019 | 1ª Divisão AF Aveiro                  | 3º   | 34 | 21 | 8  | 5  | 62 | 27 | 71 | -                | 2ª Eliminatória          | Promovido à Divisão de Elite                                                               |
| 2019-2020 | Divisão Elite AF Aveiro*              | 10º  | 23 | 8  | 5  | 10 | 25 | 27 | 29 | -                | Quartos-de-Final         |                                                                                            |
| 2020-2021 | Divisão Elite AF Aveiro**             | 3º   | 9  | 4  | 4  | 1  | 12 | 5  | 16 | -                |                          |                                                                                            |
| 2020-2021 | Divisão Elite AF Aveiro - Prova Final | 4º   | 7  | 3  | 1  | 3  | 11 | 11 | -  | -                |                          | Vencedor do Grupo D; eliminado nas Meias-Finais; derrotado na atribuição de 3º e 4º lugar. |

* Época suspensa a 10 de Março de 2020 devido à pandemia de Covid-19.
** Época interrompida em Dezembro de 2020 devido à pandemia de Covid-19.